# Otradov
Obec Otradov (německy Otradau; též Klein Grünau) se nachází v okrese Chrudim, kraj Pardubický. Žije zde 283 obyvatel. Obcí protéká říčka Krounka.
Sousedními obcemi sídla jsou Proseč, Skuteč a Krouna.

## Historie
První písemná zmínka o obci pochází z roku 1349 (Grunaw inferior). Samostatnou obcí je od roku 1996, kdy se osamostatnila od Krouny (roku 1349 Grunaw superior).

## Pamětihodnosti
- Kostel svatého Bartoloměje apoštola, zvon o průměru 68 cm a ladění ulil v roce 1563 Jiří Zvonař.[6][7]
- Blažkův vodní mlýn je roubená stavba. Postaven byl okolo roku 1800. V přízemí se nachází většina dochovaného vybavení.[8][9]

## Současnost
V obci je knihovna. Funguje tu sbor dobrovolných hasičů, který v roce 2024 oslavil 140 let od svého založení.

## Přírodní zajímavosti
- Přírodní park Údolí Krounky a Novohradky s ferratou i Šilinkovým dolem v oblasti Miřetína, Kutřína a Předhradí; vycházkové trasy v tzv. Kablaních mezi Otradovem a Českou Rybnou.[11][12]

## Obyvatelstvo
| Rok            | 1869 | 1880 | 1890 | 1900 | 1910 | 1921 | 1930 | 1950 | 1961 | 1970 | 1980 | 1991 | 2001 | 2011 | 2021 |
| -------------- | ---- | ---- | ---- | ---- | ---- | ---- | ---- | ---- | ---- | ---- | ---- | ---- | ---- | ---- | ---- |
| Počet obyvatel | 599  | 570  | 535  | 535  | 553  | 558  | 538  | 405  | 427  | 392  | 368  | 317  | 322  | 282  | 276  |
| Počet domů     | 110  | 111  | 111  | 104  | 104  | 105  | 103  | 103  | 97   | 99   | 97   | 111  | 116  | 114  | 117  |

## Galerie

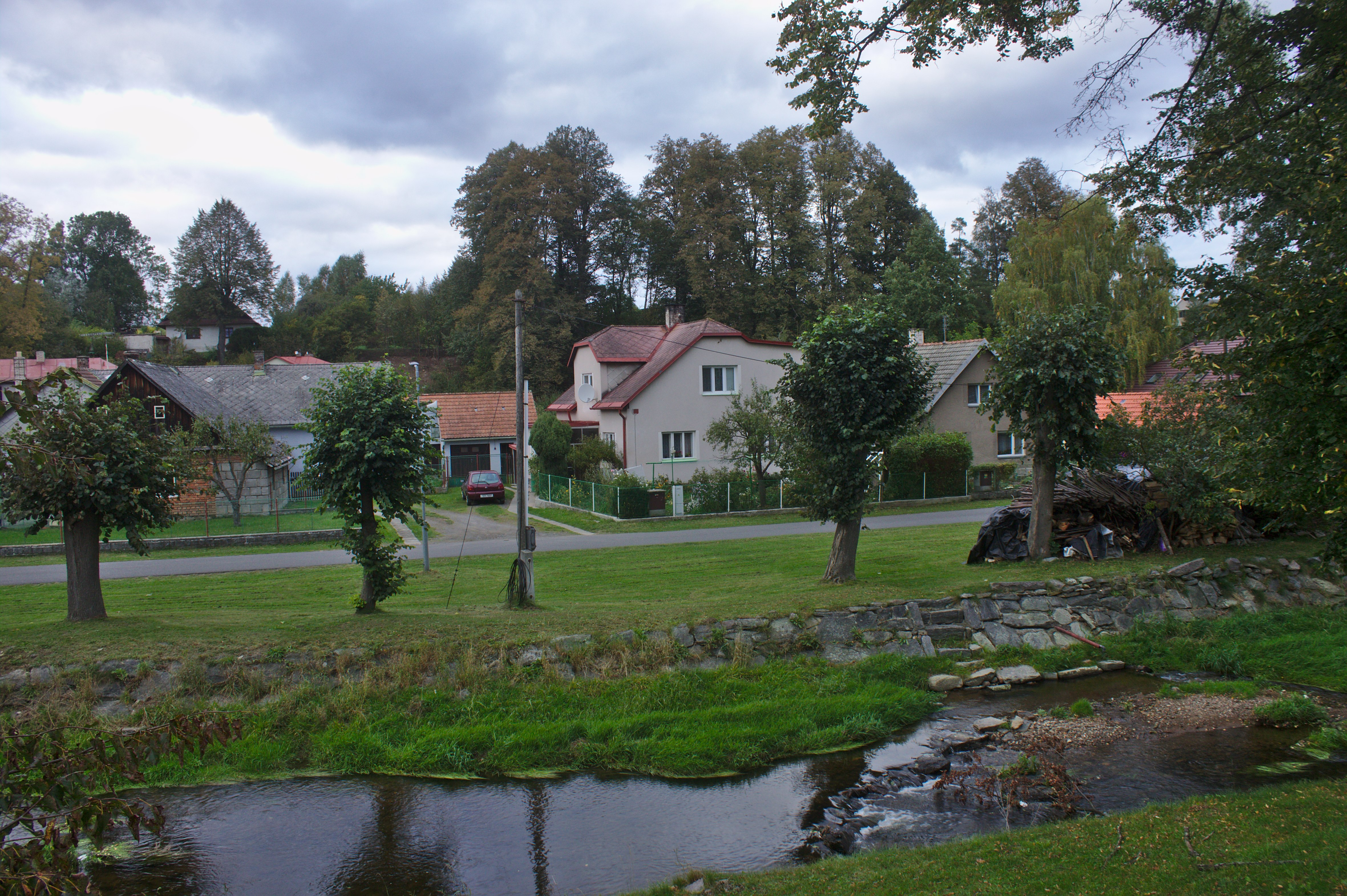
Pohled na část obce
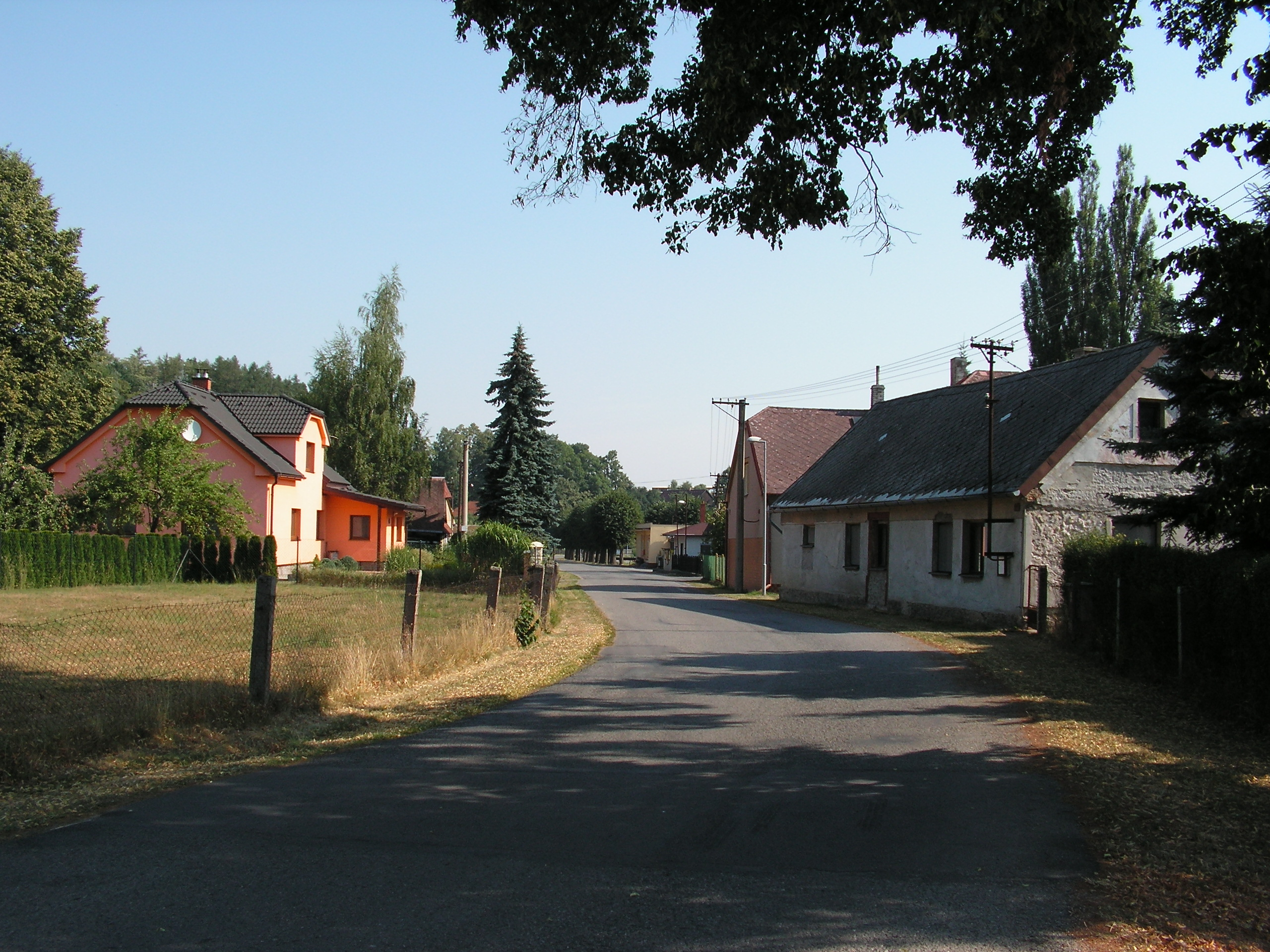
Pohled na část obce
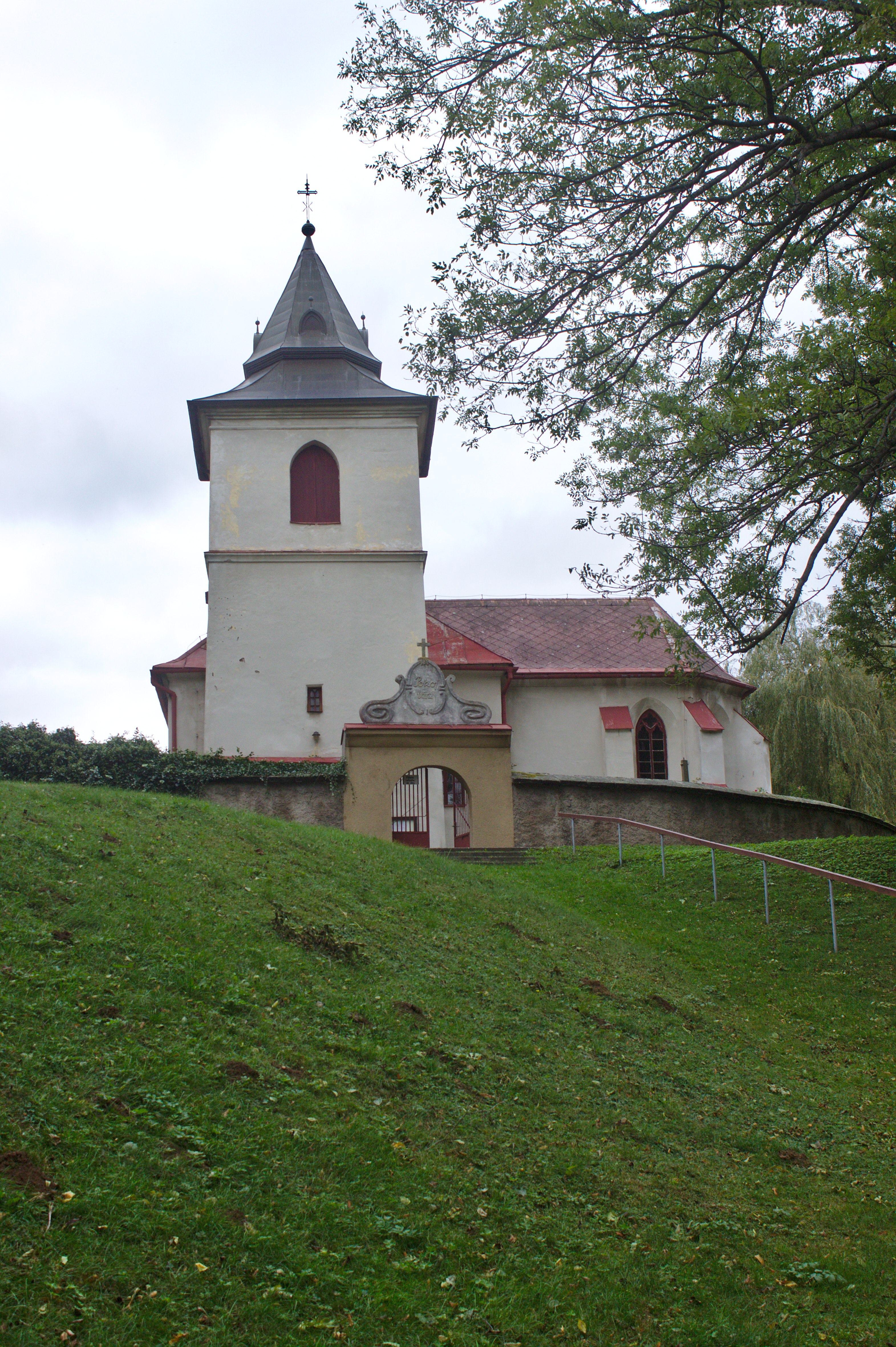
Kostel svatého Bartoloměje apoštola
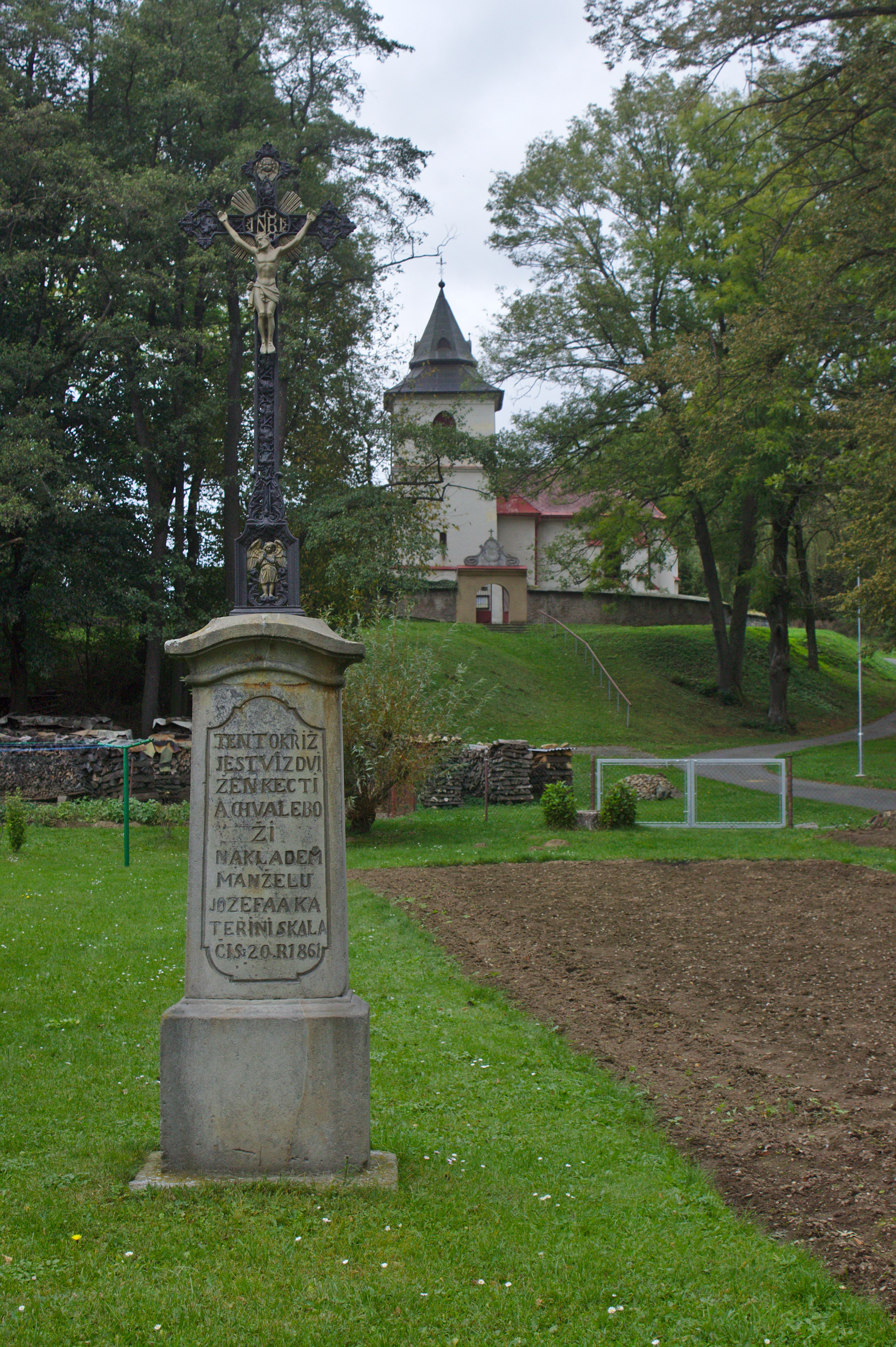
Kříž
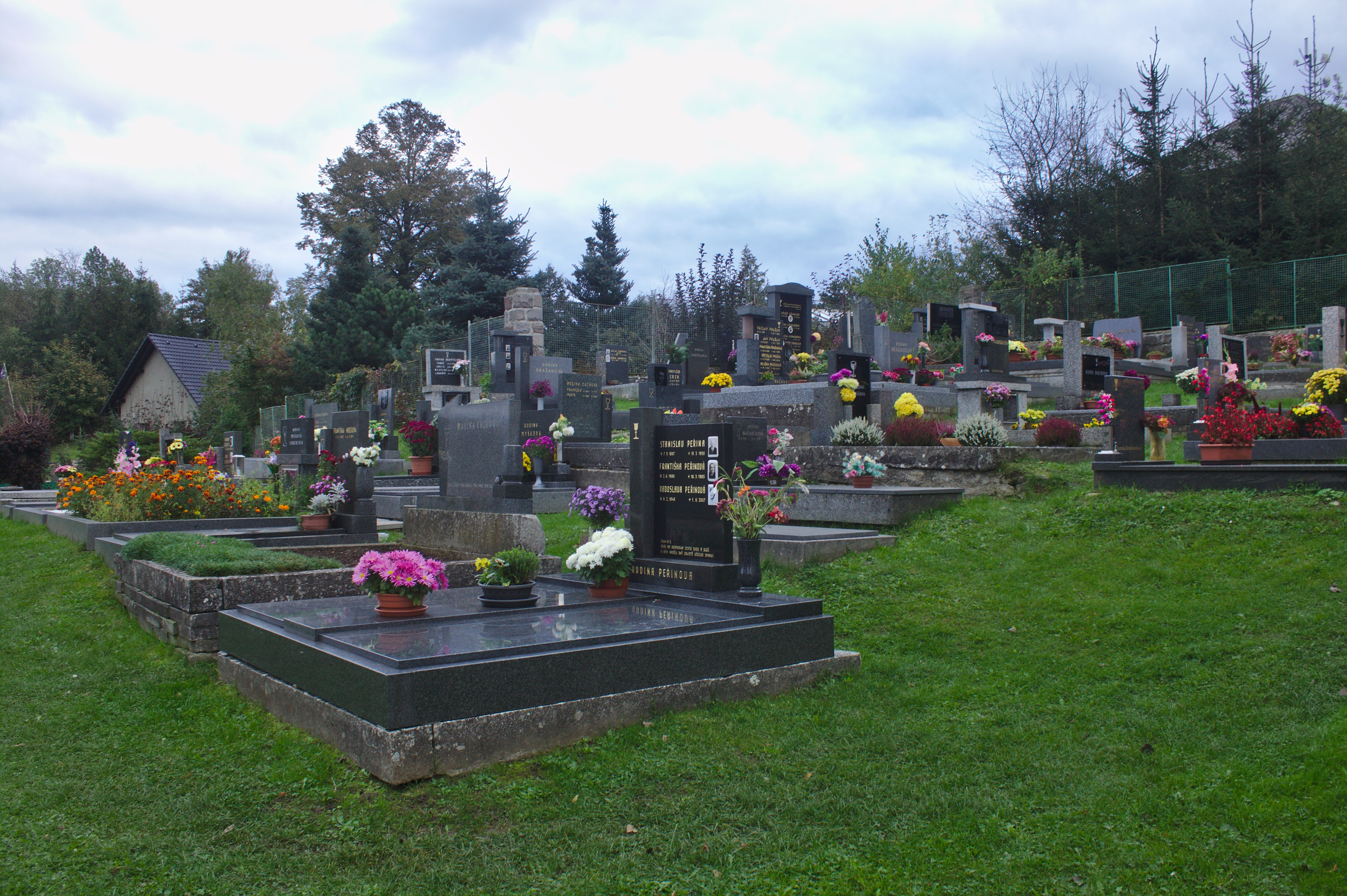
Evangelický hřbitov